# Nesomyrmex capricornis
Nesomyrmex capricornis  (лат.) — вид мелких муравьёв рода Nesomyrmex (Formicidae) из подсемейства Myrmicinae.

## Распространение
Мадагаскар.

## Описание
Видовое название дано по признаку коротких шипиков петиоля (capricornis, козьи рога). Обитают в лесах в южной части острова. 
Обладают тремя парами дорзальных шипиков: пронотальные шипы, проподеальные шипы и антеро-дорзальные шипы на узелке петиоля (признак видовой группы hafahafa).
Усики 12-члениковые с булавой из 3 сегментов. Жвалы с 5 зубцами. Проподеум вооружён шипиками. Брюшко гладкое и блестящее. Стебелёк между грудью и брюшком состоит из двух члеников: петиолюса и постпетиолюса (последний четко отделен от брюшка), жало развито. Мелкие почвенные муравьи (длина около 3 мм) жёлтого цвета, похожие на представителей рода Leptothorax.
Вид был впервые описан в 2015 году американскими энтомологами Шандором Чёзем (Sándor Csősz) и Брайаном Фишером (Brian L. Fisher; Entomology, California Academy of Sciences, Сан-Франциско, Калифорния, США) по материалам из Мадагаскара.